# Pingdu
Koordinaten: 36° 47′ N, 119° 57′ O
Pingdu (chinesisch 平度市, Pinyin Píngdù Shì) ist eine kreisfreie Stadt in der Provinz Shandong im Osten der Volksrepublik China, sie gehört zum Verwaltungsgebiet der bezirksfreien Stadt Qingdao. Pingdu hat eine Fläche von 3.167 km² und 1.357.424 Einwohner (Stand: Zensus 2010).
Die Stätte der alten Stadt Jimo (Jimo gucheng yizhi 即墨故城遗址) und die Dongyueshi-Stätte (Dongyueshi yizhi 东岳石遗址) der Yueshi-Kultur stehen seit 2001 bzw. 2006 auf der Liste der Denkmäler der Volksrepublik China.

## Söhne und Töchter
- Thomas Chen Tianhao (* 1962), römisch-katholischer Geistlicher, Bischof von Tsingtao